# Le Pasquier
Le Pasquier é uma comuna francesa na região administrativa de Borgonha-Franco-Condado, no departamento de Jura. Estende-se por uma área de 7,75 km². Em 2010 a comuna tinha 260 habitantes (densidade: 33,5 hab./km²).